# Aavasaksa

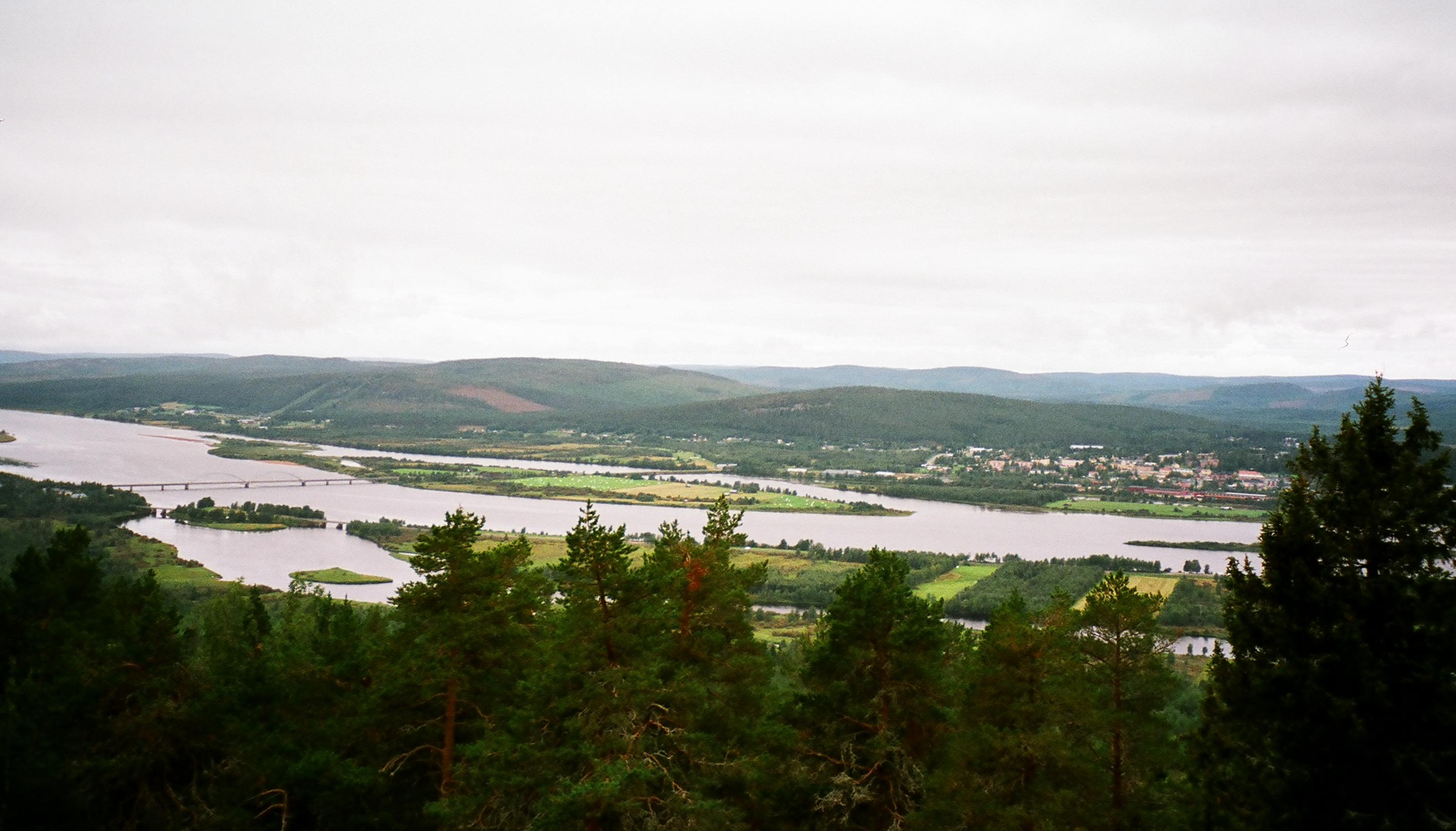
Vy från Aavasaksas topp mot väster. Tengeli älvs utlopp i Torne älv strax norr om bron. I bakgrunden (i Sverige) till vänster slalombackarna i byn Ruskola, berget Isovaara i mitten och svenska Övertorneå centralort till höger.

Aavasaksa är ett kalottberg vid Torne älv i finska Övertorneå (Ylitorneo) kommun i Lappland, 70 km norr om Torneå. Toppen ligger 242 meter över havet. Berget sluttar brant i nordöst och flackt i söder. Från Aavasaksa ser man midnattssolen, trots att det ligger ett par mil söder om polcirkeln, vilket har gjort berget till ett turistmål.
Bergstoppen var en av de nio mätpunkterna i franska akademins gradmätning ledd av Pierre de Maupertuis åren 1736-1737. På 1800-talet ledde Friedrich Georg Wilhelm von Struve en omfattande gradmätning med Aavasaksa som en av mätpunkterna. Aavasaksa ingår som del i världsarvet Struves meridianbåge. På toppen står en staty av författarinnan Annikki Kariniemi, skapad av Ensio Seppänen.
Tengeli älv gör en krök runt Aavasaksa innan den mynnar ut i Torne älv.
Väster om berget ligger byn Aavasaksa (Närkki), där en gränsöverfart till Sverige finns (Stamväg 98).
En asteroid upptäckt av Yrjö Väisälä har fått namn efter Aavasaksa, 2678 Aavasaksa.

## Galleri

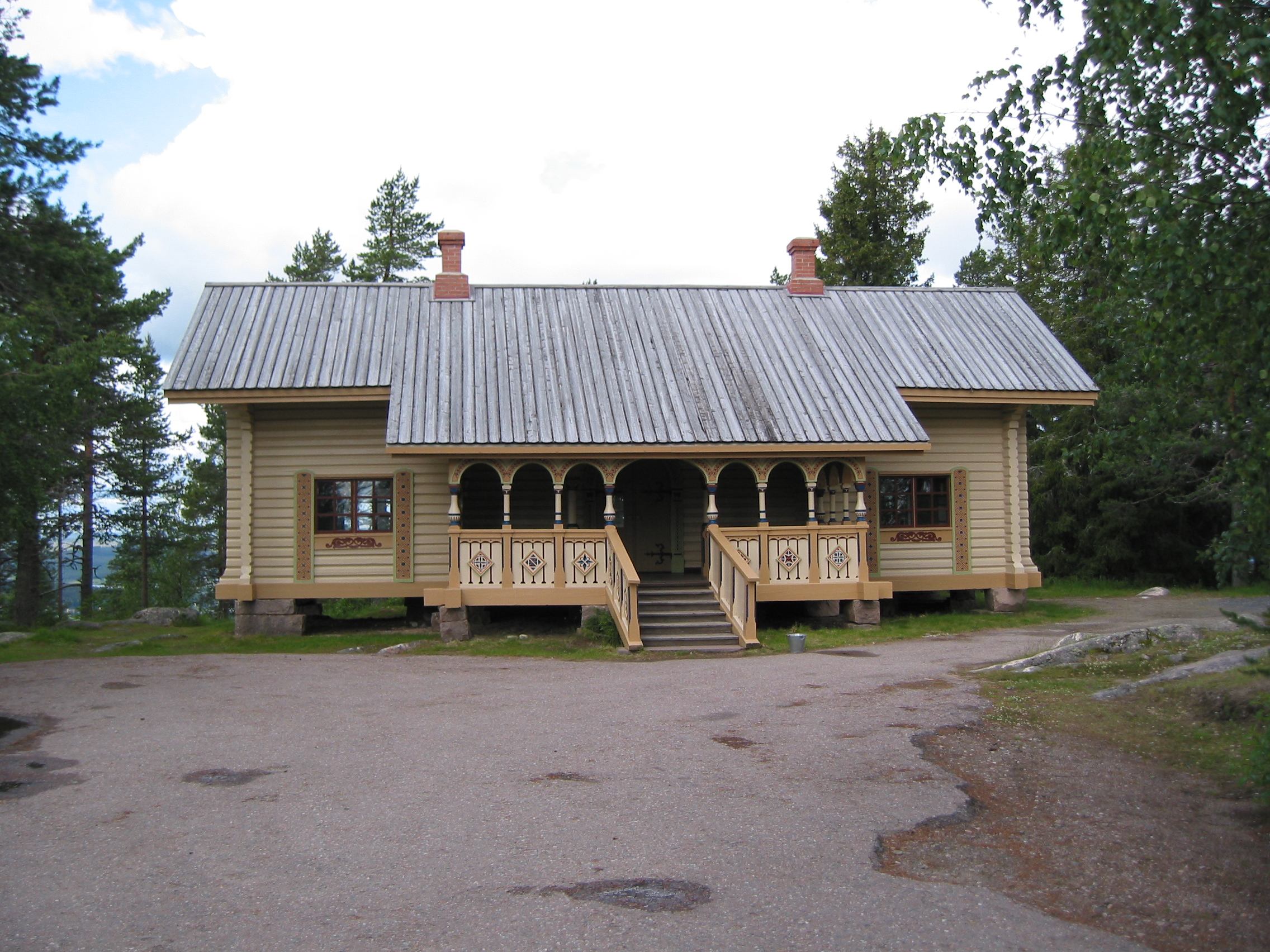
Tsarens jaktstuga på toppen av berget, ritad av Hugo Saurén.
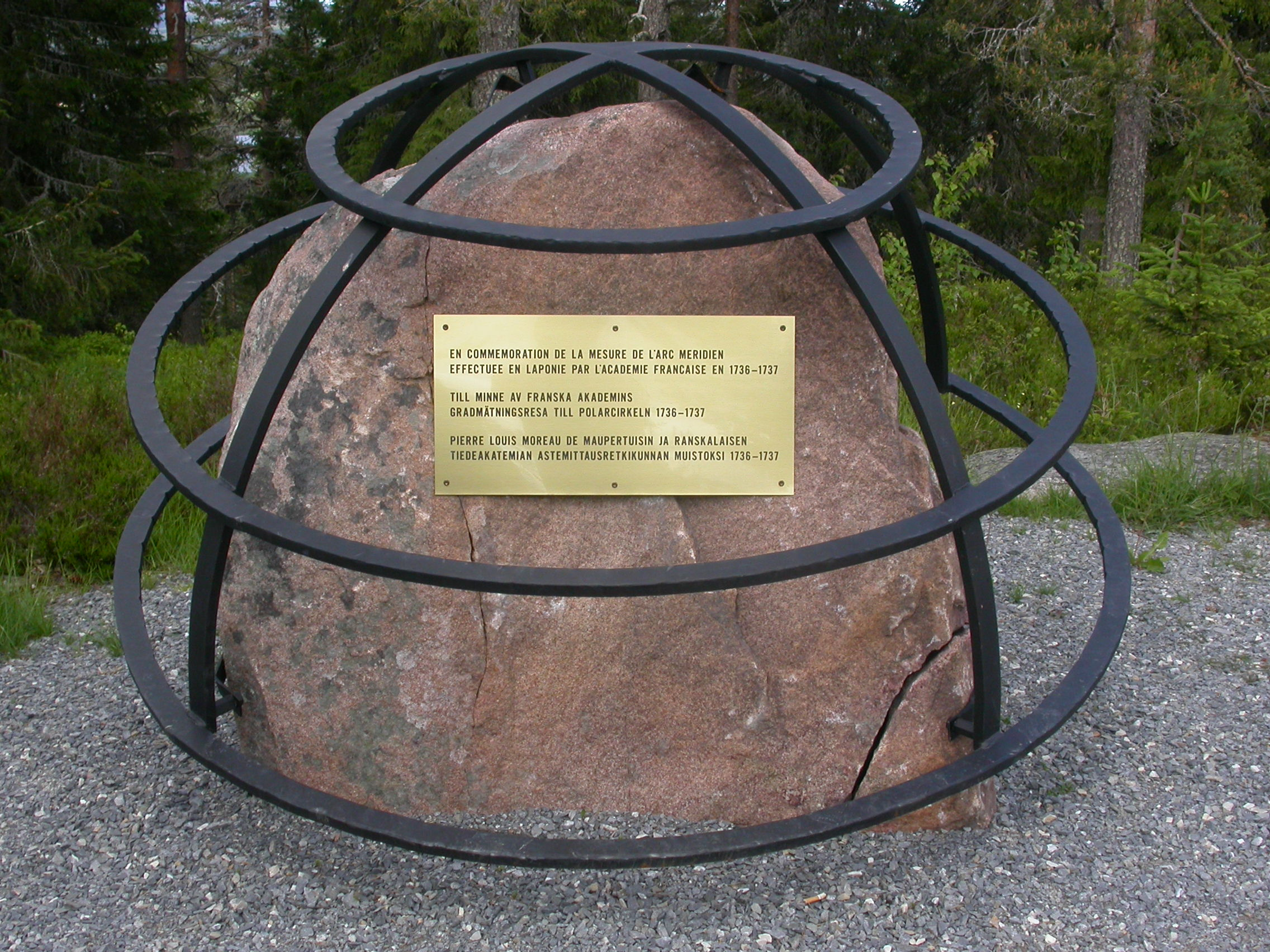
Minnessten över franska akademins gradmätning 1736-1737.
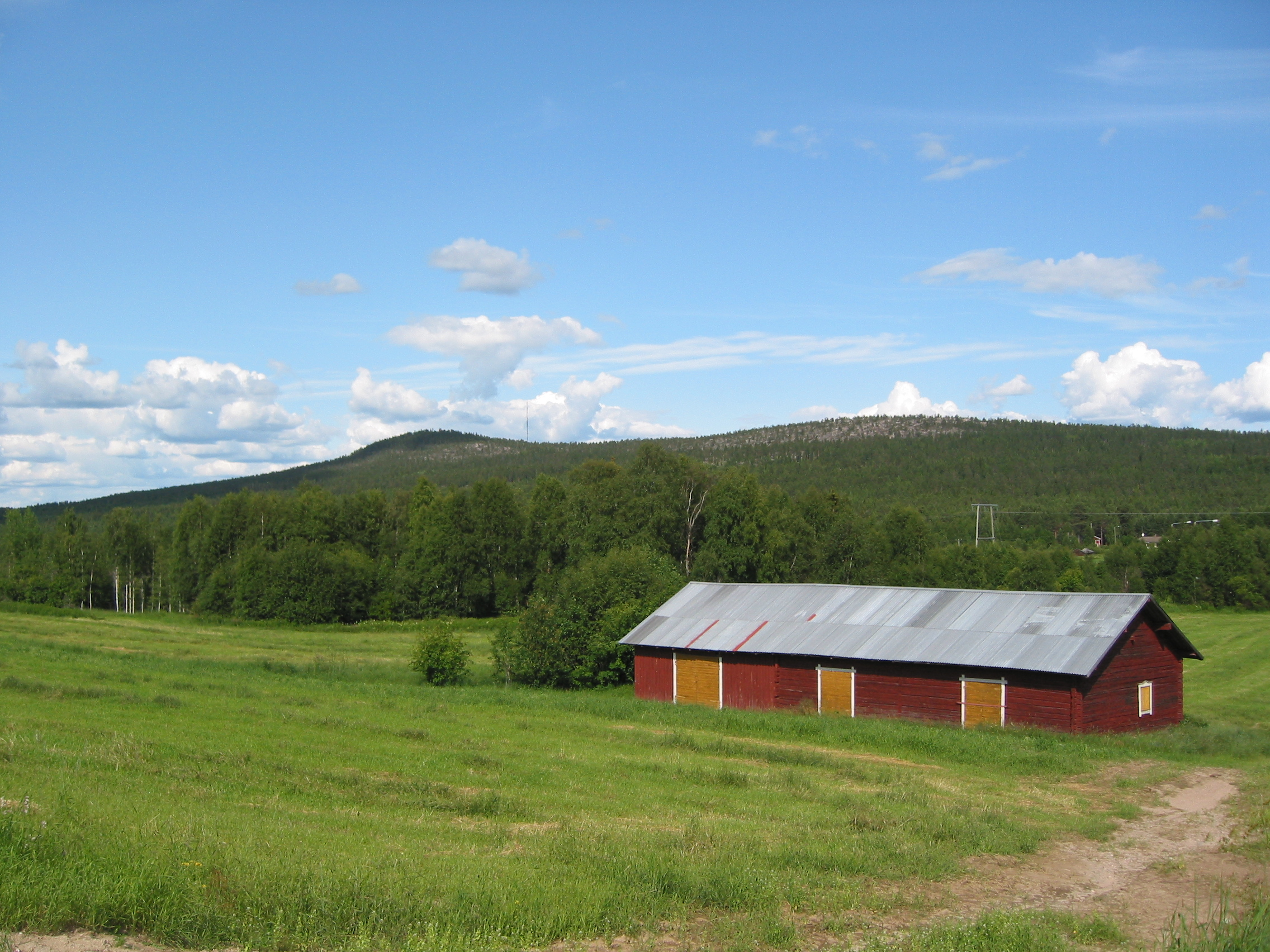
Berget, sett från sydväst.
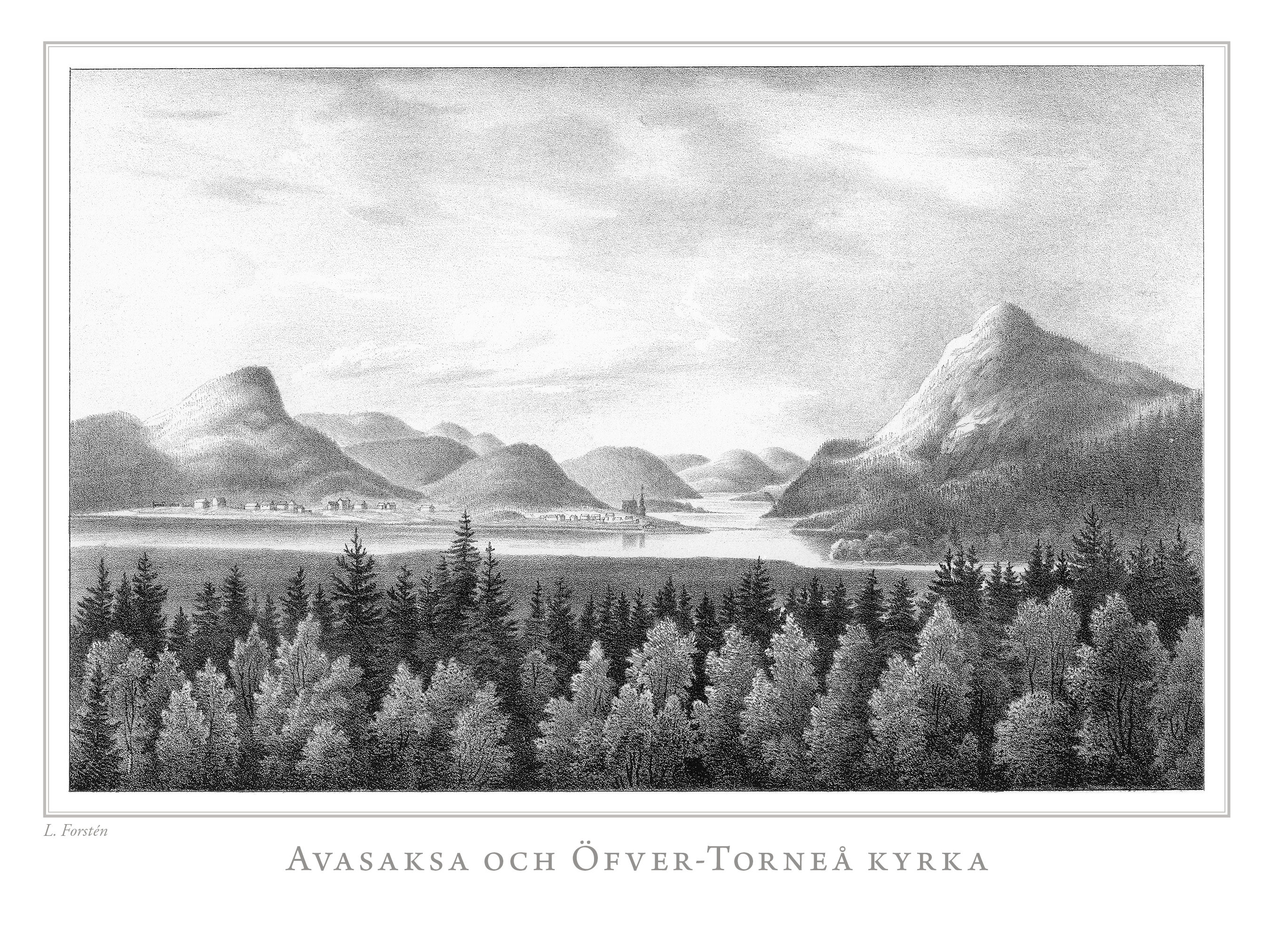
Litografi i Finland framstäldt i teckningar utgiven 1845-1852.